# バートン (グロスタシャー)
バートン（Barton）はグロスターシャーのウィンドラッシュ川沿い、ナウントンの付近にある村。1287年には、Bertonとして記録に残っている。